# Salim Laïb
Pour les articles homonymes, voir Salim Laïbi.
Salim Laïb, né le 17 janvier 1961 à Constantine, est un ancien footballeur international algérien. Capitaine de club CSC de 1989 au 1999.

## Biographie
Salim Laïb compte une sélection avec l'équipe nationale algérienne en 1986, contre la Malaisie (match nul 2-2 le 23 août 1986.
Laïb fait les beaux jours du CS Constantine, participant au premier titre du club en Division 1, ce qui permet à Constantine de disputer pour la première fois la Ligue des champions.

## Palmarès

### Titres collectifs

#### En club
CS Constantine  :
- Championnat d'Algérie (1) : 
  - Champion en 1997[5].

- Ligue 2 (2) :
  - Champion en 1986 et 1994.
- Tournoi Black Stars :
  - Finaliste en 1997.

#### En Sélection
- Vainqueur de la Coupe de l’indépendance d'Indonésie - Jakarta 1986

### Distinctions personnelles
- Meilleurs buteurs du Ligue 2 en 1988.

## Statistiques Club
| Saison                | Club                  | Championnat           | Championnat | Championnat | Coupe(s) nationale(s) | Coupe(s) nationale(s) | Total | Total |
| Saison                | Club                  | Division              | M.          | B.          | M.                    | B.                    | M.    | B.    |
| 1983-1984             | CS Constantine        | 2                     | -           | -           | -                     | -                     | 0     | 0     |
| 1984-1985             | CS Constantine        | 2                     | -           | -           | -                     | 1                     | 0     | 1     |
| 1985-1986             | CS Constantine        | 2                     | -           | -           | -                     | 2                     | 0     | 2     |
| 1986-1987             | CS Constantine        | 1                     | -           | 11          | -                     | 1                     | 0     | 12    |
| 1987-1988             | CS Constantine        | 2                     | -           | 20          | -                     | -                     | 0     | 20    |
| 1988-1989             | CS Constantine        | 2                     | -           | 12          | -                     | -                     | 0     | 12    |
| 1989-1990             | CS Constantine        | 2                     | -           | 12          | -                     | -                     | 0     | 12    |
| 1990-1991             | CS Constantine        | 1                     | -           | -           | -                     | 0                     | 0     | 0     |
| 1991-1992             | CS Constantine        | 2                     | -           | -           | -                     | 1                     | 0     | 1     |
| 1992-1993             | CS Constantine        | 2                     | -           | -           | -                     | -                     | 0     | 0     |
| 1993-1994             | CS Constantine        | 2                     | -           | -           | -                     | 1                     | 0     | 1     |
| 1994-1995             | CS Constantine        | 1                     | -           | 1           | -                     | 0                     | 0     | 1     |
| 1995-1996             | CS Constantine        | 1                     | -           | 2           | -                     | 1                     | 0     | 3     |
| 1996-1997             | CS Constantine        | 1                     | -           | 2           | -                     | 0                     | 0     | 2     |
| 1997-1998             | CS Constantine        | 1                     | -           | -           | -                     | 0                     | 0     | 0     |
| 1998-1999             | CS Constantine        | 1                     | -           | -           | -                     | 0                     | 0     | 0     |
| Total sur la carrière | Total sur la carrière | Total sur la carrière | +250        | +60         | -                     | +7                    | 250   | 67    |